# (73964) 1997 WK42
(73964) 1997 WK42 – planetoida z pasa głównego asteroid okrążająca Słońce w ciągu 5,23 lat w średniej odległości 3,01 j.a. Odkryta 29 listopada 1997 roku.